# Александър Янай
Александър Я̀най (на старогръцки: Ἀλέξανδρος Ἰανναῖος, на иврит: אלכסנדר ינאי) е цар на Юдея от династията на Хасмонеите, управлявал от 103 до 76 година пр. Хр.
Роден е около 127 година пр. Хр. като трети син на еврейския първосвещеник Йоан Хиркан. През 103 година пр. Хр. наследява като цар и първосвещеник своя внезапно починал по-голям брат Аристобул I и съгласно традицията на левирата се жени за съпругата му Саломе Александра. Води активна завоевателна политика, като при неговото управление Юдея достига най-голямото си териториално разширение след Вавилонския плен. Подкрепя фракцията на садукеите и в по-късната фарисейска литература е описван като жесток и тираничен владетел.
Александър Янай умира през 76 година пр. Хр. и е наследен като цар от съпругата си Саломе Александра, а като първосвещеник от сина си Хиркан II.